# Frontera de Filat (Líbia)
La Frontera de Filat era un obstacle de 271 km a la Líbia italiana, al llarg de la frontera de l'Egipte controlat pels britànics, que anava des d'El Ramleh, al golf de Sollum (entre Bardia i Sollum) cap al sud fins a Jaghbub paral·lel al meridià 25º Est que fa frontera entre Líbia-Egipte i Líbia-Sudan. El filat fronterer i la seva línia de fortificacions van ser construïts pels italians durant la Segona Guerra Italo-Senussi (1923-1931), com a sistema defensiu per contenir la població senussi, que creuava des d'Egipte durant la seva resistència contra els colonitzadors italians.
Des de la declaració de guerra italiana el 10 de juny de 1940 fins a la conquesta de Líbia pels britànics el 1942, va ser l'escenari d'enfrontaments militars entre les forces italianes, britàniques i alemanyes a mesura que els combats van fluir i refluir a través de la frontera. Tot i que la instal·lació va ser raonablement eficaç contra els Senussi mal equipats, va ser ineficaç contra l'exèrcit convencional ben equipat desplegat pels britànics.

## Antecedents

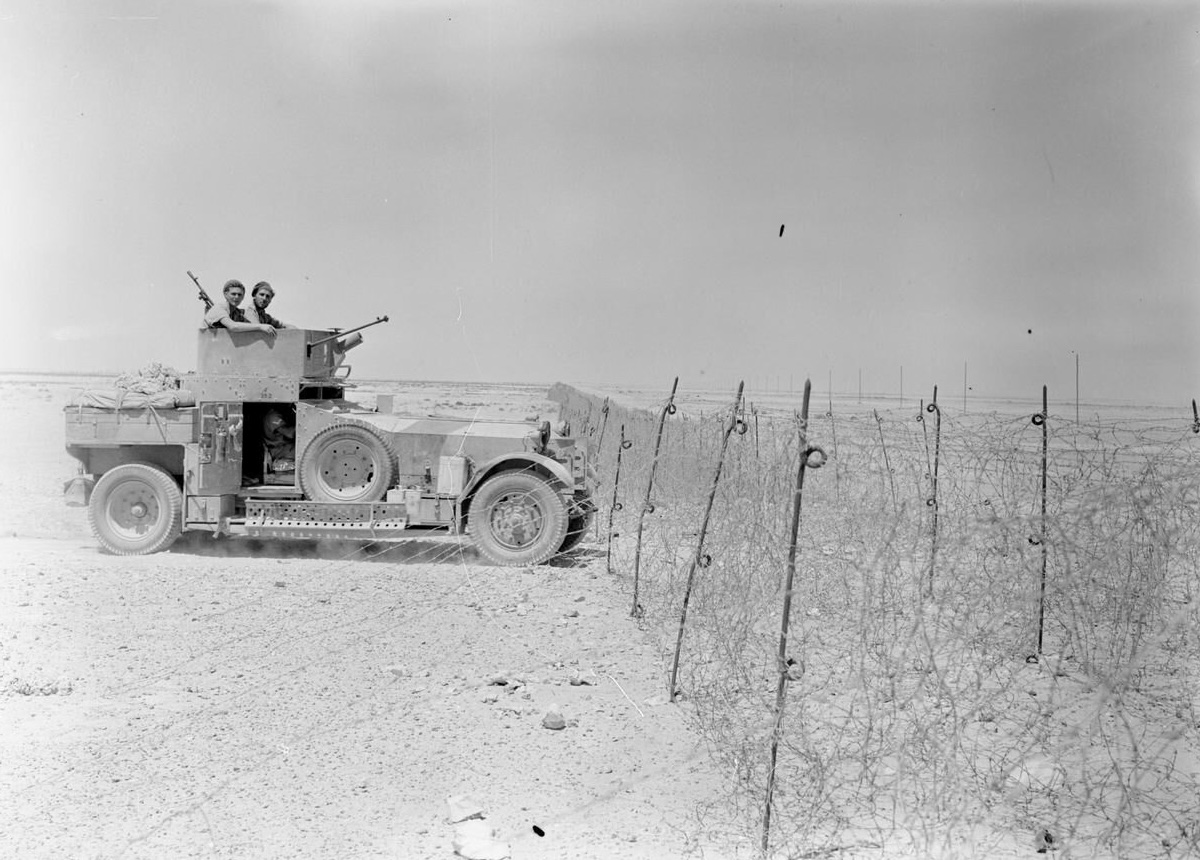
Un vehicle blindat Rolls-Royce britànic davant del filat. Juliol 1940

El 1922, Benito Mussolini va continuar la Riconquista de Líbia, a la Segona Guerra Italo-Sanussi (1921–1931). La Frontera de filat va ser construït per l'exèrcit italià sota el comandament del general Rodolfo Graziani a principis dels anys trenta, per reprimir la resistència senussi contra la colonització italiana, en dificultar el moviment de combatents i materials senussi procedents d'Egipte. El filat comprenia quatre línies d'1,7 m d'alçada en bases de formigó, lligades amb filferro de pues de 320 km de llarg, just dins de la frontera des d'El Ramleh al golf de Sollum, passant per Fort Capuzzo fins a Sidi Omar, després al sud, lleugerament a l'oest del meridià 25 est, la frontera amb Egipte i el Sudan. Al llarg del filat es van construir tres grans forts a Amseat (Fort Capuzzo), Scegga (Fort Maddalena) i Giarabub i sis més petits a El Ramleh al golf de Sollum, Sidi Omar, Sceferzen, Vescechet, Garn ul Grein i El Aamara. El filat va ser patrullat amb avions i cotxes blindats des dels forts, per l'exèrcit italià i els guàrdies fronterers, que atacaven qualsevol persona vista a la zona fronterera.